# تشم ديوان (مقاطعة دورة)
تشم ديوان (بالفارسية: چم دیوان) هي قرية تقع في قسم ويسيان الريفي (مقاطعة دورة) في إيران. يقدر عدد سكانها بـ 892 نسمة بحسب إحصاء 2016.